# День окружающей среды (Украина)
«День окружающей среды» (укр. День довкілля) — национальный экологический профессиональный праздник по охране окружающей среды, который отмечается на Украине ежегодно в третью субботу апреля.
Начало этому празднику положила Всеукраинская акция «Дерево — Жизнь» (укр. «Дерево — Життя»), которая проводилась в 1997-1998 годах в третье воскресенье апреля, согласно Указу президента Украины № 178/97-рп от 15 апреля 1997 года, и заключалась в привлечении населения государства к благоустройству и озеленению территорий. Сам же «День окружающей среды» появился в украинском официальном календаре в конце второго тысячелетия, в 1998 году, после того, как 6 августа 1998 года, « в поддержку инициативы Министерства охраны окружающей природной среды и ядерной безопасности Украины и общественных природоохранных организаций, с целью развития деятельности, начатой Всеукраинской акцией „Дерево-Жизнь“ и другими общественными инициативами», в столице государства городе-герое Киеве, второй президент Украины Леонид Данилович Кучма подписал Указ N 855/98 «О дне окружающей среды» который предписывал отмечать его на Украине каждый год в третью субботу апреля.
В президентском указе Леонида Кучмы, в частности, излагались предписания для ряда министерств и ведомств о порядке проведения «Дня окружающей среды» на Украине: «Министерству охраны окружающей природной среды и ядерной безопасности Украины, Совету министров Автономной Республики Крым, областным, Киевской и Севастопольской городским государственным администрациям совместно с другими органами исполнительной власти, органами местного самоуправления, предприятиями, учреждениями и организациями с привлечением общественности, широких слоев населения обеспечить проведение в этот день комплекса мероприятий, направленных на улучшение состояния окружающей среды, озеленение, благоустройство населенных пунктов и прилегающих к ним территорий, очистка водных
источников, сохранение природно-заповедных и других особо ценных объектов, распространения экологических знаний, активизацию государственного и общественного контроля за соблюдением природоохранного законодательства…»
В «День окружающей среды» общественные природоохранные организации и власть страны приглашают всех неравнодушных граждан Украины принять участие в экологическом субботнике, на котором проводятся работы по благоустройству территорий и озеленению городов, высадка деревьев, кустарников, разбивка клумб, уборка мусора.